# Špilja Otkrivenja
Špilja Otkrivenja (grčki: Σπήλαιο Αποκάλυψης) nalazi se na pola puta uz planinu između grada Chorá i sela Skala na grčkom otoku Pátmosu, otočje Dodekanez. Za ovu špilju se vjeruje kako je bila mjestom gdje je sv. Ivan napisao svoje Evanđelje po Ivanu i Knjigu otkrivenja. Špilja je 1999. godine upisana na UNESCO-ov popis mjesta svjetske baštine u Europi, zajedno s manastirom sv. Ivana Teologa i povijesnim središtem Chora.

## Odlike
Špilja se nalazi na pola puta od grada do manastira, a s današnjom cestom je povezana strmim uzlaznim stubištem. Izvana je prekrivena zgradama u čijoj je sredini glavna crkva s kupolom i dvije kapele, posvećena sv. Ani. 
Špilja je nepromijenjena još od 2. stoljeća. Ona je mali prirodni i plitki otvor od vapnenca sive boje i adaptirana je za liturgijske svrhe. Na stropu su vidljive tri pukotine nastale "velikim potresom" koji se dogodio za vizije Otkrivenja sv. Ivana. (Otkrivenje, 6.12.). Na desnoj strani oltara nalazi se malo udubljenje na podu koje je prema predaji nastalo kada je na tom mjestu pao preminuvši sv. Ivan Apostol. Neposredno iznad ulaza u špilju stoji natpis: "Ovo je mjesto koje stvara trajan dojam, ništa kao kuća Božja - vrata u nebo".
- Ulaz u špilju u obliku crkve
- Mozaik iznad ulaza koji prijazuje sv. Ivana (desno) i njegovog učenika Prokorosa koji zapisuje učiteljeve vizije
- Kupola crkve